# Ladislav Adamec
Ladislav Adamec (ur. 10 września 1926 we Frenštácie pod Radhoštěm, zm. 14 kwietnia 2007 w Pradze) – czeski polityk komunistyczny.

## Życiorys
Wykształcenie uzyskał w Wyższej Szkole Politycznej przy Komitecie Centralnym Komunistycznej Partii Czechosłowacji i Wyższej Szkole Ekonomicznej, był docentem nauk politycznych. Po II wojnie światowej, w latach 1945–1952, pełnił funkcję wicedyrektora przedsiębiorstwa „Optimit” w Odrach. Następnie, w latach 1952–1955, był wicedyrektorem zakładów gumowych w Zubří. Pracował również w przemyśle, pełniąc funkcje kierownicze, m.in. w Państwowych Zakładach Mechaniczno-Elektrycznych we Frenštácie. Od 1956 do 1958 był przewodniczącym Powiatowej Rady Narodowej we Frenštácie. W latach 1960–1962 był przewodniczącym Wojewódzkiej Komisji Planowania i wiceprzewodniczącym Wojewódzkiej Rady Narodowej w Ostrawie.
Był wieloletnim działaczem Komunistycznej Partii Czechosłowacji. W latach 1963–1969 pracował jako kierownik Wydziału Przemysłu Komitetu Centralnego. Pełnił również funkcję przewodniczącego Rządowej Komisji ds. Sytuacji i Działalności Rad Narodowych CRS w latach 1969–1971. W skład Komitetu Centralnego został powołany w 1966, a od marca 1987 do listopada 1989 był członkiem Prezydium Komitetu Centralnego. W 1969 przeszedł na stanowisko wicepremiera rządu Czeskiej Republiki Socjalistycznej. W 1986 został I wicepremierem tego rządu, a w marcu 1987 premierem. 12 października 1988 został premierem rządu federalnego Czechosłowacji, zastępując urzędującego od 17 lat Lubomíra Štrougala. Ustąpił rok później w grudniu 1989 po wydarzeniach aksamitnej rewolucji. Został wówczas I sekretarzem Komunistycznej Partii Czechosłowacji (do 1990). Po odejściu z funkcji szefa partii wycofał się z życia politycznego.